# Тарс
Тарс (на турски: Tarsus) е град в Южна Турция, вилает Мерсин. Разположен е в историческата област Киликия, на 20 km от брега на Средиземно море. Населението му е около 339 676 души (2018 г.).

## Известни личности
Родени в Тарс
- Антипатър от Тарс (200 – 129 пр. Хр.), философ
- Атинодор Кордилион (I век пр. Хр.), философ
- Павел (10 – 67), християнски апостол

Починали в Тарс
- Бонифаций Тарски (?-290), християнски мъченик
- Юг дьо Вермандоа (1057 – 1101), граф на Вермандоа
- Хюсеин Казъм Кадри (1870 – 1934), администратор
- Калоцер (?-334), военачалник
- Констанций II (317 – 361), император
- Максимин Дая (270 – 313), император
- Йод I (1058 – 1102), херцог на Бургундия
- Флориан (232 – 276), император